# MusicHound
MusicHound (іноді стилізовано під musicHound) — серія музичних довідників, які американське видавництво Visible Ink Press публікувало в період між 1996 та 2002 роками. Після опублікування одинадцяти довідників, присвячених музичним альбомам, серію MusicHound продано компанії Music Sales Group, що базується в Лондоні, чиє видавництво Omnibus Press спочатку поширювало книги за межами Америки. Редактор-засновник серії — Ґері Ґрафф, колишній музичний критик газети Detroit Free Press.
Виходив під заголовком «Вичерпний альбомний довідник» (англ. The Essential Album Guide), матеріал серії, як правило, містив публікації, що включають біографію виконавця та розподіл його записів на такі категорії, як «що купити», «що далі», «чого уникати» і «варто шукати». Серед альбомних довідників MusicHound були видання, присвячені року, блюзу, класичній музиці, джазу, народній музиці, свінгу та саундтрекам. Крім собачої аналогії в назві серії (англ. hound — «гончак»), альбоми оцінювалися фірмовою «кістковою» рейтинговою системою: п'ять кісток дорівнювали найвищому балу, а напис «woof!» (гав!) означав — платівку можна «пускати на корм псам».
За словами Ґраффа, замислюючи цю серію, він уявляв собі книги як путівник для покупця, зокрема: «щось схоже на хорошого продавця в магазині платівок або того хлопця-покупця, якого ви зустрічаєте, коли переглядаєте стелажі і з яким ви починаєте спонтанну розмову». Згодом фірма Gale-owned Visible Ink також опублікувала серію відеогідів, починаючи з Golden Movie Retriever, випущеного 1996 року.

## MusicHound Rock: The Essential Album Guide
Першим довідником серії був відредагований Ґері Ґраффом і опублікований 1996 року (з передмовою від Маршалла Креншо) MusicHound Rock. 1999 року випущено доповнене видання, у співавторстві Ґраффа і Даніеля Дарчголза. Рецензентами довідника стали відомі американські музичні критики: Джоел Селвін (San Francisco Chronicle), Дасті Райт (Creem), Ґреґ Кот (Chicago Tribune, Rolling Stone), Браян Менсфілд (USA Today), Тор Крістенсен (The Dallas Morning News, Spin) і Роджер Кетлін (Hartford Courant). Серед інших оглядачів довідника були: Ґері Піґ Ґолд, який продовжив роботу над шістьма наступними випусками серії; Ґрант Олден та Пітер Блексток, співзасновники журналу No Depression; видавець журналу The Big Takeover Джек Ребід, який раніше писав для схожого формату довідників журналу Trouser Press; редактор Guitar World Алан Пол; і Андерс Райт, редактор новин музичного сайту Wall Of Sound. Видання 1996 року містило рецензії приблизно на 2500 музичних виконавців; рецензенти дали найвищу оцінку 541 альбому.
Перевидання 1999 року вийшло в комплекті з компакт-диском, який випустив лейбл Capitol Records, і включало новий елемент «Який альбом змінив ваше життя?» — бічні панелі, написані відомими музикантами. Серед них були Джоан Баез, Пітер Бак, Адам Клейтон, Філ Коллінз, Джейкоб Ділан, Бен Гарпер, Міккі Гарт, Ленні Кравіц, Саймон Ле Бон, Стіві Нікс, Лу Рід, Роббі Робертсон, Патті Сміт, Стінг і Піт Таунсенд. Передмову написав Даґ Фіґер, фронтмен гурту The Knack. У рецензії газети The Riverfront Times (опублікованій у липні 1999 року), Джейсон Тун зазначив «деякі унікальні елементи», які пропонував довідник — наприклад, подробиці про основні впливи на кожного з виконавців і на кого, у свою чергу, вплинули вони — при порівнянні MusicHound Rock зі схожими альбомними довідниками від Penguin, Rough Guide і AllMusic.

## Решта довідників
MusicHound Classical: The Essential Album Guide (1996)
- За редакцією Гарауда Мактаггарта

MusicHound Country: The Essential Album Guide (1997)
- За редакцією Браяна Менсфілда та Ґері Ґраффа

MusicHound Blues: The Essential Album Guide (1997)
- За редакцією Леланда Ракера; передмова від Ела Купера[en]

MusicHound Folk: The Essential Album Guide (1998)
- За редакцією Ніла Волтерса та Браяна Менсфілда;[14] передмова Марка Мосса[15]

MusicHound R & B: The Essential Album Guide (1998)
- За редакцією Ґері Ґраффа, Джоша Фрідома ду Лака та Джима Макфарліна

MusicHound Jazz: The Essential Album Guide (1998)
- За редакцією Стіва Голтджі та Ненсі Енн Лі

MusicHound Lounge: The Essential Album Guide to Martini Music and Easy Listening (1998)
- За редакцією Стіва Кноппера

MusicHound Swing!: The Essential Album Guide (1999)
- За редакцією Стіва Кноппера

MusicHound Soundtracks: The Essential Album Guide to Film, Television and Stage Music (1999)
- За редакцією Дайдіра Сі Датча; передмова від Лукаса Кендалла та Джулії Майклз[19]

MusicHound World: The Essential Album Guide (2000)
- За редакцією Адама Макговерна; передмова від Девіда Бірна і Анджеліки Кіджо[20]

## Примітка
1. 1 2 3  Ward, Steven. Losin' His Mind in Detroit Rock City: An Interview with Gary Graff. rockcritics.com. Архів оригіналу за 13 травня 2016. Процитовано 14 листопада 2014.
2. ↑  Weingarten, Emily (17 жовтня 2006). Interview Record (Gary Graff). University of Michigan School of Music. Архів оригіналу за 15 грудня 2012. Процитовано 14 листопада 2014.
3. ↑  Jordan, Miles (July–August 1999). Jazz Reviews: MusicHound Blues: The Essential Album Guide. JazzTimes. Архів оригіналу за 4 березня 2016. Процитовано 14 листопада 2014.
4. ↑  Craddock, Jim. VideoHound's Golden Movie Retriever 1997. Goodreads. Архів оригіналу за 6 червня 2015. Процитовано 14 листопада 2014.
5. ↑  MusicHound rock: the essential album guide / edited by Gary Graff and Daniel Durchholz. Rock & Roll Hall of Fame Library & Archives. Архів оригіналу за 23 листопада 2014. Процитовано 14 листопада 2014.
6. 1 2  Graff and Durchholz, pp. xvi–xxii.
7. ↑  Gary Pig Gold. Rock's Backpages. Архів оригіналу за 28 листопада 2014. Процитовано 14 листопада 2014.
8. ↑  Toon, Jason (21 липня 1999). Rock Stock: A book report on the best tomes to consult before buying tunes [continued]. Riverfront Times. Архів оригіналу за 29 листопада 2014. Процитовано 14 листопада 2014.
9. ↑  Hiatt, Brian (25 лютого 2000). Academy Restricted L.A. Times' Grammys Coverage, Paper Says. mtv.com. Архів оригіналу за 5 грудня 2014. Процитовано 14 листопада 2014.
10. ↑  Gary Graff – MusicHound. rocklistmusic.co.uk. Архів оригіналу за 29 листопада 2014. Процитовано 14 листопада 2014.
11. ↑  Henkle, Douglas H. (31 липня 2014). MusicHound / VideoHound (books) Discography. FolkLib. Архів оригіналу за 27 листопада 2014. Процитовано 14 листопада 2014.
12. ↑  Alibris listing. Alibris. Архів оригіналу за 29 листопада 2014. Процитовано 14 листопада 2014.
13. ↑  Toon, Jason (21 липня 1999). Rock Stock: A book report on the best tomes to consult before buying tunes. Riverfront Times. Архів оригіналу за 30 квітня 2015. Процитовано 14 листопада 2014.
14. ↑  Terry, Peter (15 червня 1998). Book Review: MusicHound Folk: The Essential Album Guide. forewordreviews.com. Архів оригіналу за 29 листопада 2014. Процитовано 13 листопада 2014.
15. ↑  Mabus, Joel (1998-10). MusicHound Folk. Folk Alliance Newsletter. Архів оригіналу за 29 листопада 2014. Процитовано 14 листопада 2014.
16. ↑  Blues Books: Listing and reviews of the blues in literature. Mojohand.com. Архів оригіналу за 4 березня 2016. Процитовано 14 листопада 2014.
17. ↑  Terry, Peter (16 грудня 1998). Book Review: MusicHound Jazz: The Essential Album Guide. forewordreviews.com. Архів оригіналу за 29 листопада 2014. Процитовано 14 листопада 2014.
18. ↑  Wood, Joe (1999). MusicHound's Swing!. RetroSpective. Архів оригіналу за 29 листопада 2014. Процитовано 14 листопада 2014.
19. ↑  Wheeler, Jeffrey (1999-12). December 1999 Film Music CD Reviews: MusicHound Soundtracks. Film Music on the Web. Архів оригіналу за 4 березня 2016. Процитовано 14 листопада 2014.
20. ↑  PSF staff (1999-11). MusicHound World. Perfect Sound Forever. Архів оригіналу за 10 грудня 2012. Процитовано 14 листопада 2014.